# 台中捷運中運量電車
台中捷運中運量電車（たいちゅうしょううん ちゅううんりょうでんしゃ）は台湾の台中捷運で2020年に運用を開始した通勤型電車。

## 概要

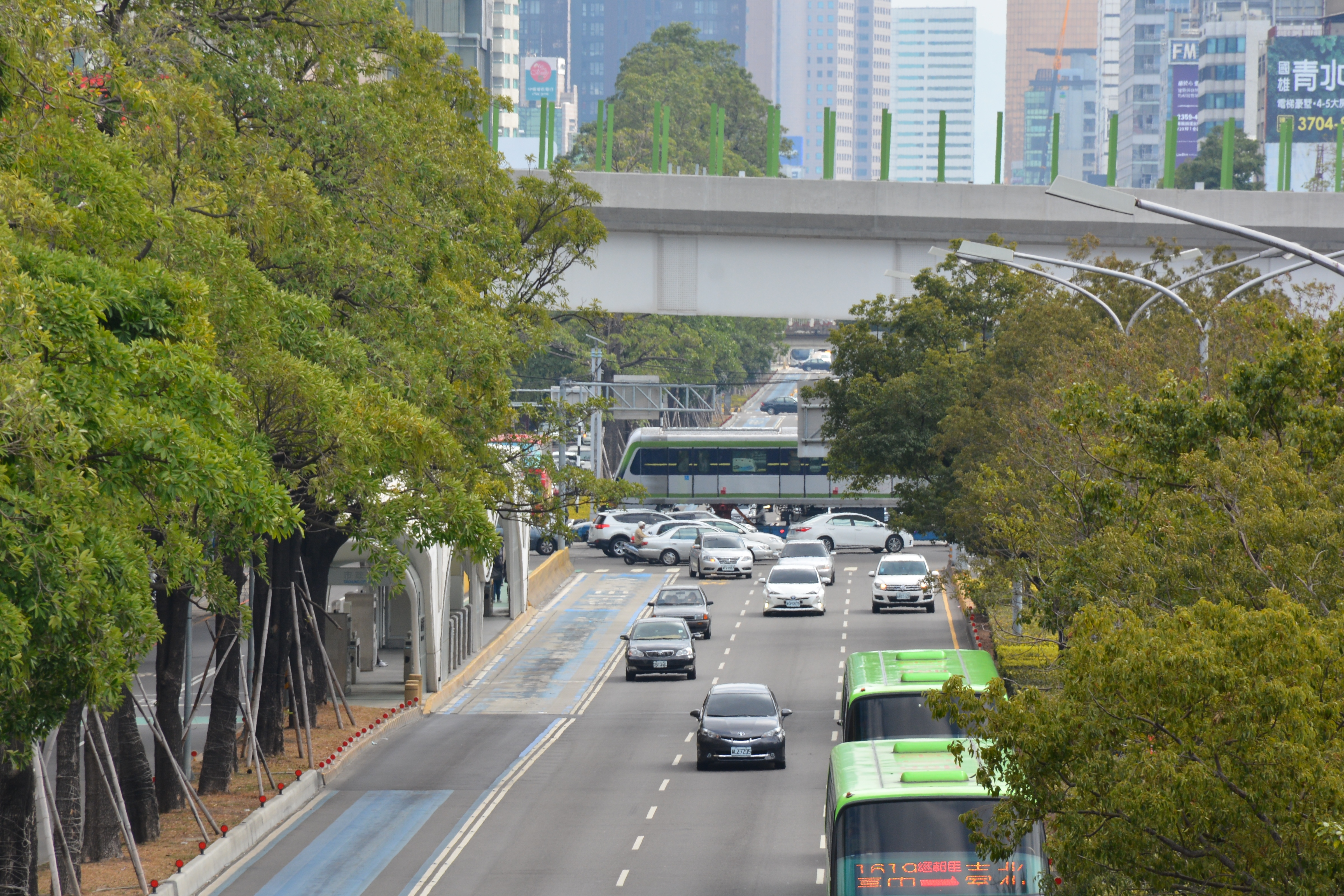
搬入前に路上展示のためトレーラー輸送される第1編成車両（2017年2月、台湾大道にて）

台中市では初となる捷運路線で2020年の開業を目標に建設中の台中捷運緑線用車両として台中市および交通部の代行で台北市政府捷運工程局により調達され、信号系統を担当するアルストムとコンソーシアムを組んだ川崎重工業が2連18編成36両を受注した。
2017年1月10日川重兵庫工場でのロールアウト式典後、海上輸送された第1編成の車両は翌月2月5日に台中港に陸揚げされると、市内の道路上で車両を展示する行事が開催され、北屯機廠に搬入された。
半数は国内メーカーの台湾車輌が担当している。2017年6月に新竹県の台湾車輌本社工場でロールアウトし、2017年12月に両社合わせて全18編成が納入された。
2017年10月、神戸製鋼所のデータ改竄事件に際して台中市政府交通局が品質確認を行ったが、異常はみられなかったと公表した。
当形式は台北捷運の文湖線および環状線に次ぐ中量軌道輸送システム（現地表記は中運量捷運）規格としては3例目、同規格による第三軌条方式、標準軌（軌間1,435mm）の鉄輪式ライトメトロ（LRRT、中国語: 輕軌捷運系統）としてはドライバーレス・メトロを採用した台北捷運の環状線電車に次ぐ2例目となる。またアルストムの移動閉塞（CBTC）ブランド「Urbalis400」により全線で最短90秒間隔での無人自動運転に対応し、短時間で多くの乗客を捌いて過度な混雑を低減できる。
ドア数の増加と座席数の減少で短い編成長でも輸送力を確保しているため、下表のとおり台湾各都市の中運量形式とは多くの点で差異がみられる。
| 路線             | 台北・文湖線 | 台北・環状線           | 台中・緑線 | 高雄・紅/橘線      |
| ---------------- | ------------ | ---------------------- | ---------- | ------------------ |
| 車種・形式       | VAL256       | ドライバーレス・メトロ | -          | モジュラー・メトロ |
| 製造             | マトラ       | 日立レール             | 川崎重工業 | シーメンス         |
| 落成年           | 1990年       | 2016年                 | 2017年     | 2005年             |
| 運用開始         | 1996年       | 2020年                 | 2020年     | 2008年             |
| 編成長(m)        | 55.12        | 68.43                  | 44.34      | 65.4               |
| 全幅(m)          | 2.56         | 2.65                   | 2.98       | 3.15               |
| 全高(m)          | 3.53         | 3.60                   | 3.78       | 3.75               |
| 両数             | 4            | 4                      | 2          | 3                  |
| ドア数           | 2x4=8        | 3x4=12                 | 5x2=10     | 4x3=12             |
| 座席数           | 96           | 98                     | 82         | 126                |
| 定員             | 448          | 650                    | 536        | 750                |
| CBTC（無人運転） | 可           | 可                     | 可         | -                  |
| 走行方式         | ゴムタイヤ式 | 鉄輪式                 | 鉄輪式     | 鉄輪式             |
| 車両間の通り抜け | 不可         | 可                     | 可         | 可                 |

## 仕様
幅1.51メートルの外開きプラグドアが1両あたり片側5扉、扉間は5人掛けのロングシートが設置され1両当たりの座席定員は41人（グリーンは一般、ピンクは博愛座（優先席））。
|                                |                              |
| 緊急時の手動運転に備える運転台 | ドア上の案内装置             |
|                                |                              |
| 座席                           | 製造銘板                     |
|                                |                              |
| 試運転中の列車（新ロゴ）       | 暫定ロゴ（台湾車輛の工場内） |

## 配属
全数が北屯機廠に配属されている。

## トラブル

### 連結器

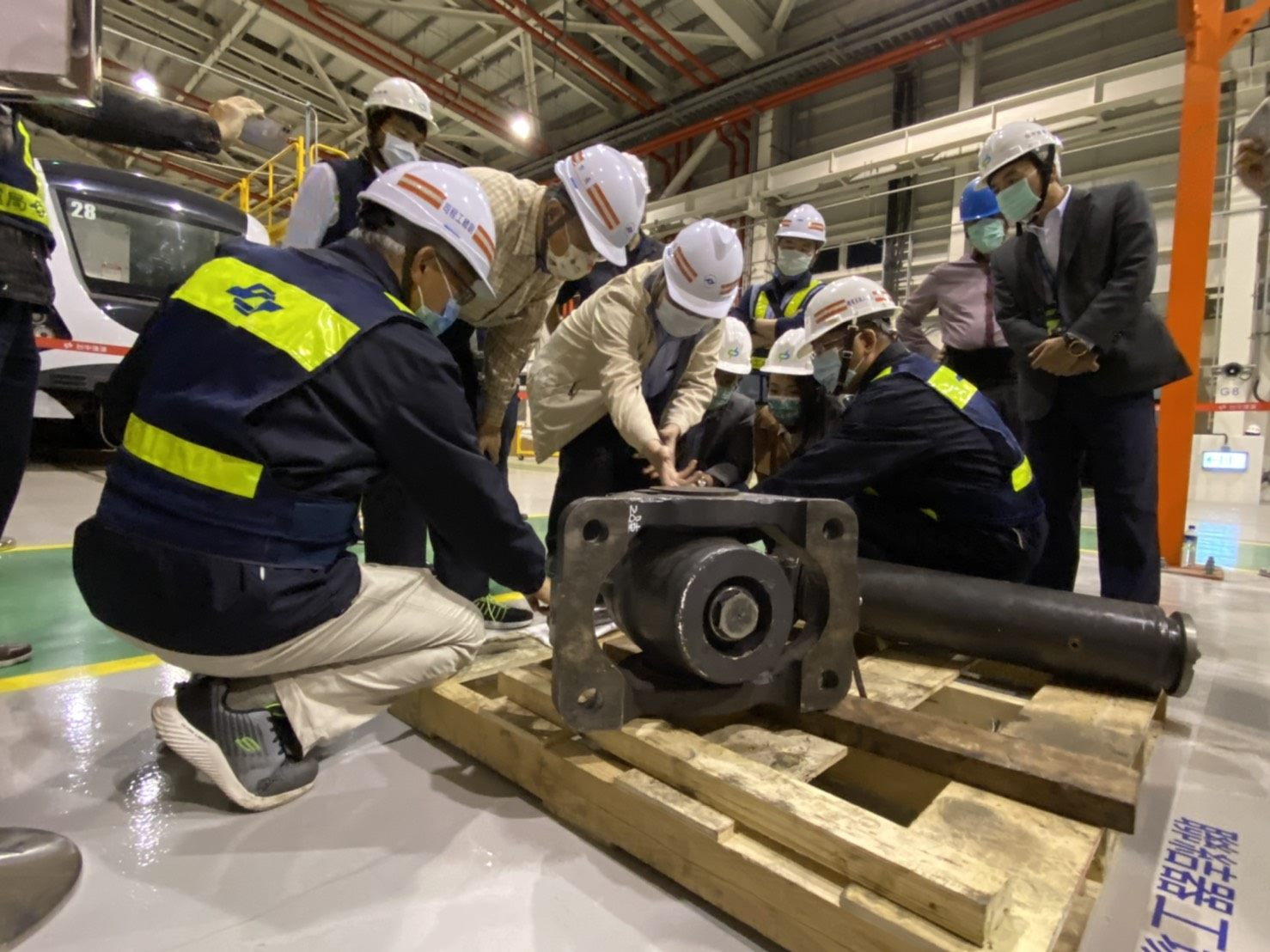
破損した連結器

プレ開業6日目の2020年11月21日、車両間をつなぐ半永久連結器の部品に不具合が発生し、台中捷運公司（中捷公司）は翌22日からの運行を全面的に中断した。破損した連結器部品は川崎重工業（川重）が米国の鉄道車両部品大手ワブテック社（Wabtec）から調達しており、同様のものは台北捷運の各形式でも採用されている。台北市政府捷運工程局機電処では、「台北では20数年来一度も発生していない」としている。
12月14日、会見を開いた市長盧秀燕や市交通局、中捷公司の関係者は原因が判明していないことと安全を最優先すべく5日後に迫った正式開業を断念することを発表するとともに市民に謝罪。車両製造の川重、連結器製造の米ワブテック、機電工程を監督する台北市捷運工程局に対し早期の改善を引き続き要求していくと表明した。連結器のシャフトが強度不足だったことが判明し、シャフトが中国製ではないかとの質疑については、台北市捷運局は「川重からの報告によると『製造過程での熱処理に問題があった。』、『グローバル企業であるワブテックの各拠点では本国と同等の品質管理が行われていると聞き及んでいる。』」と述べるにとどまっている。（2020年2月に車両を含む全ての資産を台北市政府から引き渡されているが、）正式開業前のこのトラブルと延期によって台中捷運公司の損失が見込まれることについては、請求権と監督権をもつ台北市捷運局が川重への賠償請求を代行すると表明している。
12月19日、交通局および中捷公司は該当する部品についてワブテック社の新品と交換することを川重に要求済みであり、翌年2月9日までに全てをフランス製のものに換装し、検証を経て改めて正式開業時期を判断すると表明した。
2021年1月14日、部品交換を終えた編成の試運転を再開した。累積100kmで一旦検査し、その後300kmの再試験を経て全18編成の交換と耐久性確認は2月2日までの完了を予定している。
3月6日、台北市政府が前日に提出した報告書の審議が台中市政府で承認され、プレ営業再開の見通しがたった。